# Vágatunnilin
El Vágatunnilin (‘túnel de Vágar’, en feroès) és un túnel submarí de peatge de les illes Fèroe. Amb una llargada de 4940 metres, enllaça les illes de Stremoy i Vágar per sota de l'estret del Vestmannasund i connecta la capital Tórshavn amb l'aeroport de Vágar, únic aeroport de les Illes Fèroe, en 45 minuts. El Vágatunnilin va ser el túnel més llarg de l'arxipèlag fins que no es va inaugurar el 2006 el Norðoyatunnilin.
La construcció va començar el 28 de setembre de 2000 a Streymoy i el 27 de setembre de 2001 a Vágar. Es va inaugurar el 10 de desembre de 2002 i va costar 240 milions de corones daneses, dels quals 160 milions els va posar el govern feroès.
El Vágatunnilin és un túnel de carretera construït en un sol tub bidireccional de 10 metres d'amplada. Baixa fins a una profunditat de 105 metres per sota del nivell del mar. Per a construir-lo es van moure 327.000 metres cúbics de roca basàltica, que va ser reutilitzada per a treballs viaris i per a la construcció d'un nou port a Kollafjørður. Es van utilitzar 850 tones d'explosius i 1000 tones de formigó per a segellar les fuites.